# Такна
Такна (шп. Tacna), је град у јужном Перуу и главни град Такна департмента. Град је економски веома активан, лоциран 35 km (22 mi) северно од границе са чилеанском регијом Арика и Паринакота у долини реке Каплина. По броју становника је десети град у Перуу.
Град је првобитно назван Сан Педро де Такна, стекао је репутацију патриотизма, са много споменика и улица названих по херојима борбе Перуа за независност (1821–1824) и Пацифичког рата (1879–1883). Становници Такне су на шпанском познати као такнењоси.

## Историја града
Франсиско Антонио Де Зела, краљевски рачуновођа (по функцији сличан савременом ревизору пореза на доходак), покренуо је покрет за независност Перуа од Шпаније 1811. године у Такни, што је довело до низа активности за спровођење циљева покрета. Активности су кулминирале 1828. године проглашењем Такне за „херојски град“ (La Heroica Ciudad de San Pedro de Tacna) од стране председника Хосе де Ла Мара.
Такна је био главни град краткотрајне Перу-Боливијске конфедерације (1836–1839).
Такна је била позната по рударској индустрији, имала је значајна налазишта натријум нитрата а и других ресурса. Његов економски просперитет привукао је талас имиграната из Италије. Данас њихови италијански перуански потомци живе у граду и многи од њих још увек имају италијанска презимена. Ова ера успешне трговине и пољопривреде драстично се окончала почетком пацифичког рата. Угостивши велику Перу-боливијску војску под лошим санитарним условима, град је изгубио значајан део становништва због заразних болести пре него што га је Чиле заузео у мају 1880, након пораза савезничке војске у периферији града од стране чилеанских снага под генералом Мануел Бакуедано.

### Чилеанска окупација
Током рата, градове Такна и Арика окупирала је чилеанска војска, при чему је Такна инкорпорирана као комуна са истоименом провинцијом. Мировни споразум, Уговор из Анкона, потписан је 1883. године. Према условима уговора, Чиле је требало да десет година држи окупиране провинције Такна и Арика, преузимајући контролу над вредним налазиштима минерала, након чега је требало да се одржи плебисцит, који су требали да се одрже ради утврђивања суверенитета региона. Али када је протекло десет година, две стране се нису могле договорити да ли да укључе велики број чилеанских радника из увоза у гласање. Такна је остала под чилеанском контролом наредних 50. година. Чилеанске групе и власти су водиле кампању чиленизације у покушају да убеде локално становништво да напусти своју перуанску прошлост и прихвати чилеанско држављанство.
Међутим, перуански националисти осигурали су да чилеанска пропаганда закаже и планирани плебисцит никада није одржан. Коначно, 1929. године потписан је Уговор из Лиме којим је Чиле задржао Арику, док је Перу поново купио Такну и добио одштету од 6 милиона долара и још неке уступке.
Неке од важних особа које су живеле у Такни за време чилеанске управе били су Салвадор Аљенде и његова породица, који су живели осам година у граду. Салвадор је од малих ногу живео у Такни, стигао је 1908. године и студирао је у школи Такна (Лисео де Такна).
Данас је Такна углавном комерцијални град у којем живи много миграната из регије Пуно. Његова економија се заснива на трговачким активностима са севером Чилеа (Арика и Икеки). Будући да је део бесцаринске зоне, Такна је постала ривал Арекипи као главном пословном подручју јужног Перуа. Град има једно од највећих тржишта артефаката на свету са увозом из Јапана и Кине и традиционалним перуанским рукотворинама.

## Географија
Подручје је генерално пустињско, са неколико плодних тачака у близини планина. У покрајини не постоји ни једна река.

### Клима
У Такни влада пустињска клима.
| Клима Такна Карлос Киријани Санта Роса интернационални аеродрум 1961–1990, екстрими 1949–данас                                       | Клима Такна Карлос Киријани Санта Роса интернационални аеродрум 1961–1990, екстрими 1949–данас | Клима Такна Карлос Киријани Санта Роса интернационални аеродрум 1961–1990, екстрими 1949–данас | Клима Такна Карлос Киријани Санта Роса интернационални аеродрум 1961–1990, екстрими 1949–данас | Клима Такна Карлос Киријани Санта Роса интернационални аеродрум 1961–1990, екстрими 1949–данас | Клима Такна Карлос Киријани Санта Роса интернационални аеродрум 1961–1990, екстрими 1949–данас | Клима Такна Карлос Киријани Санта Роса интернационални аеродрум 1961–1990, екстрими 1949–данас | Клима Такна Карлос Киријани Санта Роса интернационални аеродрум 1961–1990, екстрими 1949–данас | Клима Такна Карлос Киријани Санта Роса интернационални аеродрум 1961–1990, екстрими 1949–данас | Клима Такна Карлос Киријани Санта Роса интернационални аеродрум 1961–1990, екстрими 1949–данас | Клима Такна Карлос Киријани Санта Роса интернационални аеродрум 1961–1990, екстрими 1949–данас | Клима Такна Карлос Киријани Санта Роса интернационални аеродрум 1961–1990, екстрими 1949–данас | Клима Такна Карлос Киријани Санта Роса интернационални аеродрум 1961–1990, екстрими 1949–данас | Клима Такна Карлос Киријани Санта Роса интернационални аеродрум 1961–1990, екстрими 1949–данас |
| Показатељ \ Месец | .Јан.                                                                                          | .Феб.                                                                                          | .Мар.                                                                                          | .Апр.                                                                                          | .Мај.                                                                                          | .Јун.                                                                                          | .Јул.                                                                                          | .Авг.                                                                                          | .Сеп.                                                                                          | .Окт.                                                                                          | .Нов.                                                                                          | .Дец.                                                                                          | .Год.                                                                                          |
| --- | ---------------------------------------------------------------------------------------------- | ---------------------------------------------------------------------------------------------- | ---------------------------------------------------------------------------------------------- | ---------------------------------------------------------------------------------------------- | ---------------------------------------------------------------------------------------------- | ---------------------------------------------------------------------------------------------- | ---------------------------------------------------------------------------------------------- | ---------------------------------------------------------------------------------------------- | ---------------------------------------------------------------------------------------------- | ---------------------------------------------------------------------------------------------- | ---------------------------------------------------------------------------------------------- | ---------------------------------------------------------------------------------------------- | ---------------------------------------------------------------------------------------------- |
| Апсолутни максимум, °C (°F) | 33,0 (91,4)                                                                                    | 33,2 (91,8)                                                                                    | 33,8 (92,8)                                                                                    | 31,0 (87,8)                                                                                    | 31,3 (88,3)                                                                                    | 30,1 (86,2)                                                                                    | 31,6 (88,9)                                                                                    | 28,0 (82,4)                                                                                    | 27,8 (82)                                                                                      | 29,2 (84,6)                                                                                    | 30,0 (86)                                                                                      | 30,0 (86)                                                                                      | 33,8 (92,8)                                                                                    |
| Максимум, °C (°F) | 27,4 (81,3)                                                                                    | 28,1 (82,6)                                                                                    | 27,2 (81)                                                                                      | 25,0 (77)                                                                                      | 22,5 (72,5)                                                                                    | 20,2 (68,4)                                                                                    | 19,3 (66,7)                                                                                    | 19,7 (67,5)                                                                                    | 20,9 (69,6)                                                                                    | 22,4 (72,3)                                                                                    | 24,0 (75,2)                                                                                    | 25,9 (78,6)                                                                                    | 23,5 (74,3)                                                                                    |
| Просек, °C (°F) | 21,9 (71,4)                                                                                    | 22,5 (72,5)                                                                                    | 21,6 (70,9)                                                                                    | 19,4 (66,9)                                                                                    | 16,7 (62,1)                                                                                    | 14,8 (58,6)                                                                                    | 14,0 (57,2)                                                                                    | 14,1 (57,4)                                                                                    | 15,0 (59)                                                                                      | 16,5 (61,7)                                                                                    | 18,2 (64,8)                                                                                    | 20,4 (68,7)                                                                                    | 17,9 (64,2)                                                                                    |
| Минимум, °C (°F) | 16,3 (61,3)                                                                                    | 16,7 (62,1)                                                                                    | 15,7 (60,3)                                                                                    | 13,4 (56,1)                                                                                    | 11,3 (52,3)                                                                                    | 9,6 (49,3)                                                                                     | 9,0 (48,2)                                                                                     | 9,4 (48,9)                                                                                     | 10,2 (50,4)                                                                                    | 11,6 (52,9)                                                                                    | 13,1 (55,6)                                                                                    | 14,6 (58,3)                                                                                    | 12,6 (54,7)                                                                                    |
| Апсолутни минимум, °C (°F) | 7,6 (45,7)                                                                                     | 10,0 (50)                                                                                      | 6,1 (43)                                                                                       | 3,9 (39)                                                                                       | 3,9 (39)                                                                                       | 0,4 (32,7)                                                                                     | 0,0 (32)                                                                                       | 3,9 (39)                                                                                       | 3,9 (39)                                                                                       | 6,1 (43)                                                                                       | 7,2 (45)                                                                                       | 7,2 (45)                                                                                       | 0,0 (32)                                                                                       |
| Количина падавина, mm (in) | 0,9 (0,035)                                                                                    | 0,8 (0,031)                                                                                    | 0,2 (0,008)                                                                                    | 0,4 (0,016)                                                                                    | 1,5 (0,059)                                                                                    | 2,3 (0,091)                                                                                    | 4,4 (0,173)                                                                                    | 5,6 (0,22)                                                                                     | 8,8 (0,346)                                                                                    | 3,4 (0,134)                                                                                    | 0,5 (0,02)                                                                                     | 0,5 (0,02)                                                                                     | 29,3 (1,154)                                                                                   |
| Дани са падавинама (≥ 1.0 mm) | 0,0                                                                                            | 0,2                                                                                            | 0,0                                                                                            | 0,0                                                                                            | 0,0                                                                                            | 0,3                                                                                            | 0,9                                                                                            | 1,2                                                                                            | 0,3                                                                                            | 0,4                                                                                            | 0,0                                                                                            | 0,0                                                                                            | 3,4                                                                                            |
| Релативна влажност, % | 66                                                                                             | 65                                                                                             | 67                                                                                             | 72                                                                                             | 76                                                                                             | 78                                                                                             | 77                                                                                             | 78                                                                                             | 75                                                                                             | 74                                                                                             | 71                                                                                             | 68                                                                                             | 72                                                                                             |
| Сунчани сати — месечни просек | 217,0                                                                                          | 197,8                                                                                          | 229,4                                                                                          | 222,0                                                                                          | 176,7                                                                                          | 162,0                                                                                          | 173,6                                                                                          | 189,1                                                                                          | 147,0                                                                                          | 232,5                                                                                          | 243,0                                                                                          | 248,0                                                                                          | 2.438,1                                                                                        |
| Сунчани сати — дневни просек | 7,0                                                                                            | 7,0                                                                                            | 7,4                                                                                            | 7,4                                                                                            | 5,7                                                                                            | 5,4                                                                                            | 5,6                                                                                            | 6,1                                                                                            | 4,9                                                                                            | 7,5                                                                                            | 8,1                                                                                            | 8,0                                                                                            | 6,7                                                                                            |
| Извор #1: NOAA, Meteo Climat (record highs and lows)                                                                                 |                                                                                                |                                                                                                |                                                                                                |                                                                                                |                                                                                                |                                                                                                |                                                                                                |                                                                                                |                                                                                                |                                                                                                |                                                                                                |                                                                                                |                                                                                                |
| Извор #2: Deutscher Wetterdienst, (mean temperatures 1949–1988, precipitation days 1970–1990, humidity 1951–1969, and sun 1930–1937) |                                                                                                |                                                                                                |                                                                                                |                                                                                                |                                                                                                |                                                                                                |                                                                                                |                                                                                                |                                                                                                |                                                                                                |                                                                                                |                                                                                                |                                                                                                |